# M×0
M×0 (エム× ゼロ, Emu × Zero) é uma comédia japonesa de mangá da série escrita e ilustrada pelo mangaká Yasuhiro Kanō (Pretty Face) sobre uma escola que ensina os alunos a fazer mágica e as loucuras de um garoto normal, que foi admitido sob circunstâncias especiais. Foi serializada na Shonen Jump de 8 de maio de 2006 a 19 de maio de 2008, com um total de noventa e nove capítulos, publicado pela editora Shueisha. O primeiro volume da série foi lançado no Japão em 2 de novembro de 2006.